# Šahovska olimpijada 1994.
31. Šahovska olimpijada održana je 1994. u Rusiji. Grad domaćin bila je Moskva.

## Poredak osvajača odličja
| Mj. | Država    | Bodova | Igrači |
| --- | --------- | ------ | ------ |
| 1.  | Rusija    | 37,5   |        |
| 2.  | BIH       | 35,0   |        |
| 3.  | Rusija II | 34,5   |        |

| Pobjednici          |
| ------------------- |
| Rusija Drugi naslov |